# Pergola (Marken)
Pergola ist eine italienische Gemeinde mit 5765 Einwohnern (Stand 31. Dezember 2023) in der Provinz Pesaro und Urbino in den Marken.

## Geografie
Der Ort liegt etwa 60 km westlich von Ancona, der Hauptstadt der Region Marken, im weinreichen Tal des Flusses Cesano, der nach Osten zur Adria fließt.
Die Nachbargemeinden sind Arcevia (AN), Cagli, Fossombrone, Fratte Rosa, Frontone, San Lorenzo in Campo, Sassoferrato (AN) und Serra Sant’Abbondio.

## Geschichte

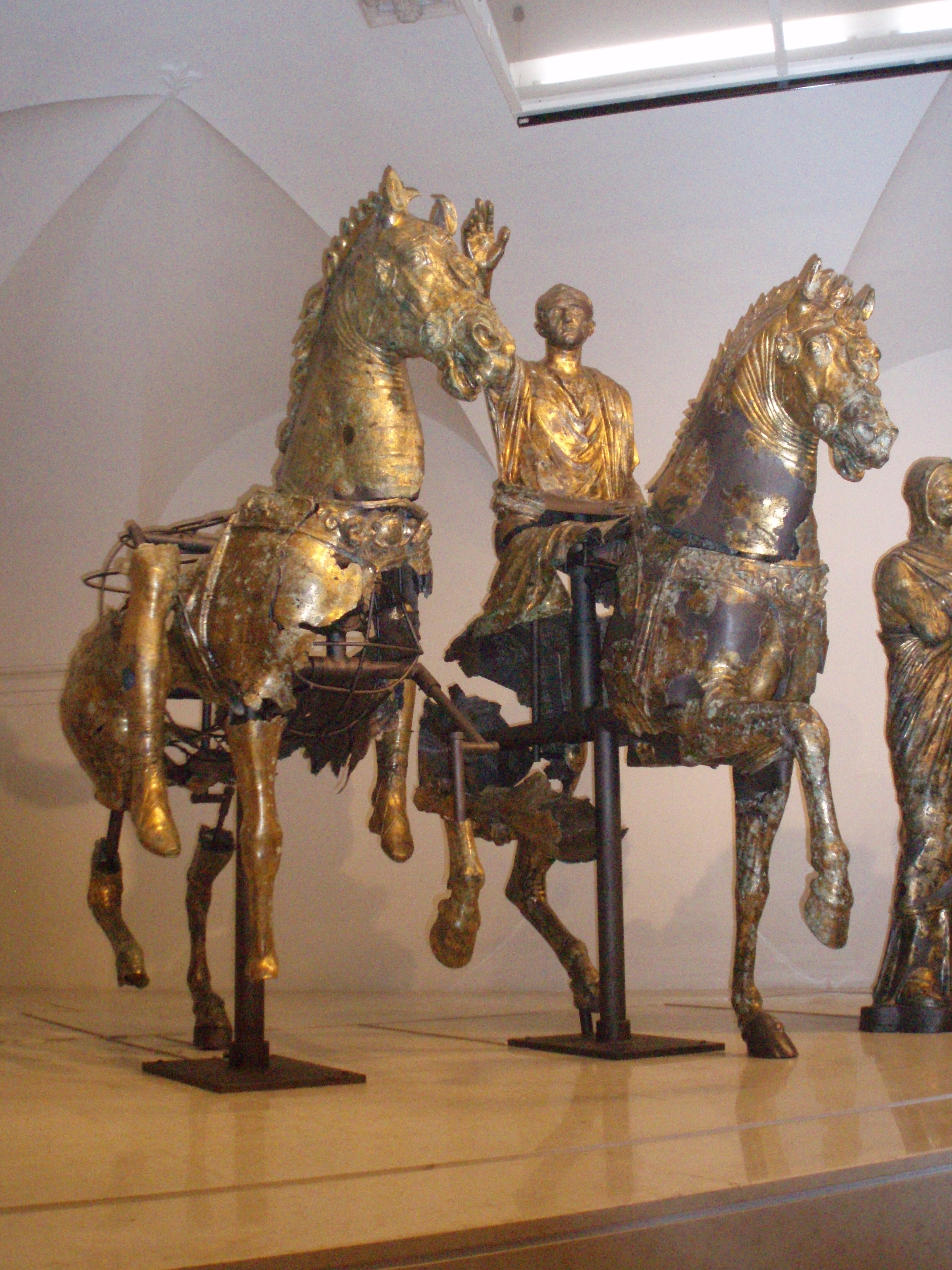
Die vergoldeten Bronzestatuen im Museum von Pergola

1946 wurden in einem Acker wertvolle römische Bronzestatuen aus dem 1. Jahrhundert n. Chr. gefunden, die Goldenen Bronzen von Cartoceto di Pergola, für die ein Museum eingerichtet wurde.

## Sehenswürdigkeiten
Die gotische Kirche San Francesco wurde 1255 zu Ehren des Heiligen Franz von Assisi erbaut. Darin ist eine „Verkündigung“ von Lavinia Fontana (1552–1614) zu sehen.

## Weinbau
Der Ort ist bekannt für den roten Pergola-Wein, der überwiegend aus der Rebsorte Aleatico gekeltert wird. Er ist rubinrot und hat ein kräftiges Bukett.

## Städtepartnerschaft
Seit 2010 unterhält Pergola partnerschaftliche Beziehungen zur deutschen Stadt Gernsbach.

## Söhne und Töchter der Stadt
- Giovanni Morandi (1777–1856), Organist, Komponist, Gesangslehrer
- Mario Mattei (1792–1870), Kardinal der Römischen Kirche
- Ferdinando Baldelli (1886–1963), Präsident des internationalen Caritasverbands
- Francesco Roberti (1889–1977), Kurienkardinal der katholischen Kirche
- Walter Brandi (1928–1996), Schauspieler und Filmproduzent
- Carlo Mattioli (* 1954), Leichtathlet